# Adelaida de Tolosa
Adelaida de Tolosa (Tolosa de Llenguadoc, c. 1158 - 20 de desembre de 1200), o Adelaida Trencavell, va ser una noble occitana, membre de la nissaga dels comtes de Tolosa.

## Família
Adelaida era filla del comte Ramon V de Tolosa i de Constança de França. El seu pare va utilitzar el progrés del catarisme per lluitar contra Roger II Trencavell, vescomte d'Albi, Carcassona, Besiers i Nimes. L'aliança circumstancial entre el vescomte Trencavell i el comte de Barcelona i rei d'Aragó, Alfons, preocupava al pare d'Adelaida. Per això va proposar el matrimoni de la seva filla amb Roger II amb l'esperança de reforçar els llaços de les dues famílies; en contrapartida es va acordar el casament del futur Ramon VI de Tolosa amb Beatriu Trencavell, germana de Roger II.

## Casament

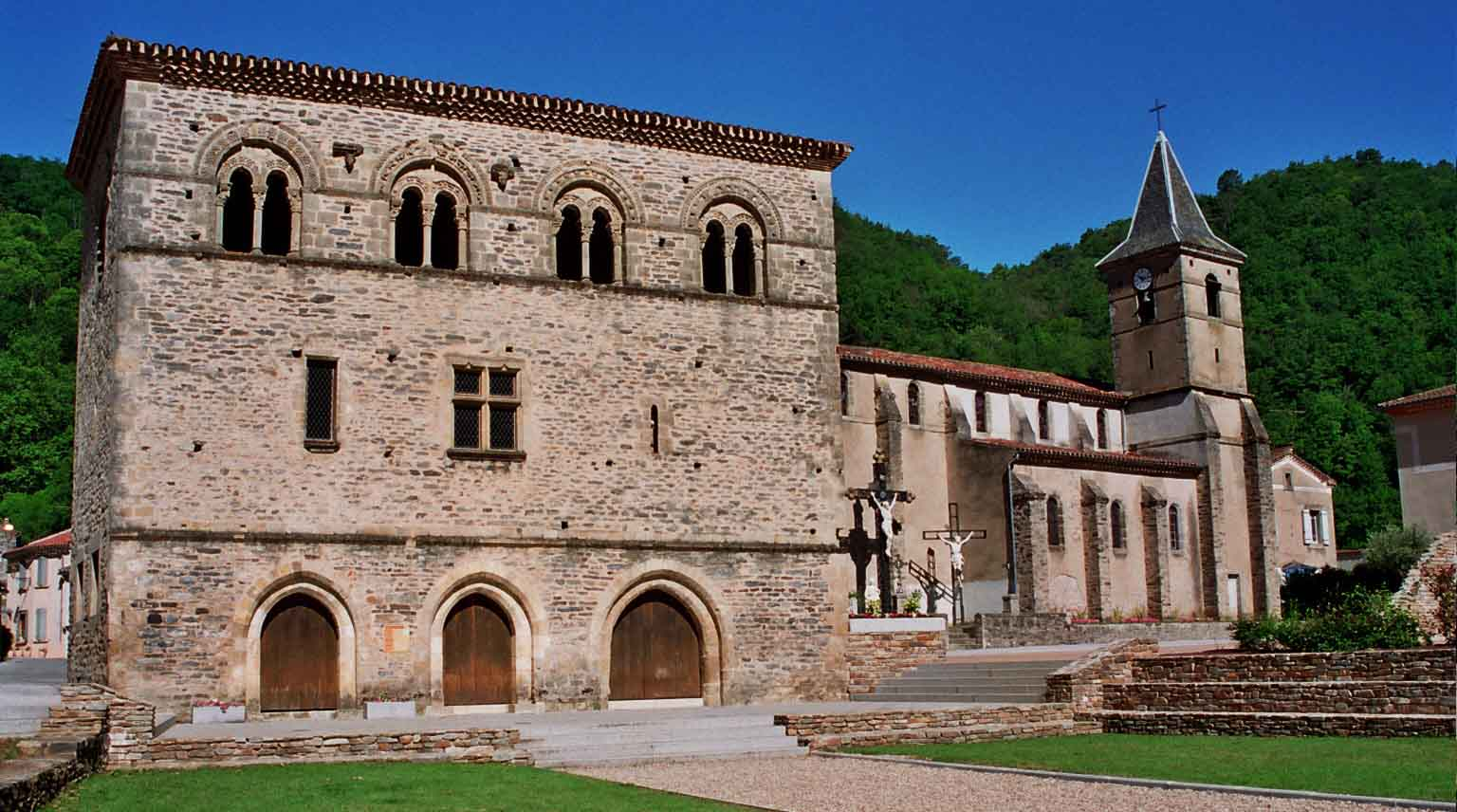
Pavelló d'Adelaida a Burlats.

Adelaida de Tolosa i Roger II es van casar el 1171. Segons els trobadors, la jove núvia era bonica i la celebració d'aquest casament va ser particularment avantatjosa per a Roger II. Malgrat els desitjos de Ramon V, el vescomte Roger va continuar freqüentant la cort d'Aragó i va mantenir la seva dona apartada a Burlats, lluny del seu seguici. D'aquest allotjament Adelaida en farà una bonica residència de plaer, envoltada d'una tropa de trobadors que cantaven l'amor cortès. Un d'ells, Arnau de Maruelh, només hauria cantat per a la dama, un signe de la seva atracció cap a la castlana. L'edifici de Burlats és un dels rars vestigis de l'arquitectura civil romànica al Llenguadoc; avui es coneix com a Pavelló d'Adelaida.
La proximitat de Roger II amb Alfons d'Aragó va permetre que el rei i Adelaida s'acabessin coneixen. Segons diversos trobadors, inclòs Guilhem de Berguedà, el rei hauria estat sensible als encants del jove tolosana i, fins i tot, se'n suposa una relació física.
El comte de Tolosa, que no havia obtingut l'acostament de Carcassona que havia previst, va alertar al papat sobre la progressió del catarisme en els dominis del seu vassall. Mentrestant Roger II va cedir les seves terres al rei d'Aragó que li les va retornar com a feu. Durant aquesta operació es va produir la ruptura sentimental entre Alfons i Adelaida.
El 1185 Adelaida va tenir un fill amb Roger II, Ramon Roger, que esdevindrà una de les primeres víctimes de renom de la Croada albigesa. Les males llengües de la cort, animades pels versos dels trobadors, van tafanejar sobre si Ramon Roger era un nen adúlter fill d'Alfons d'Aragó.

## Mare del Vescomte
Roger II va morir el 1194 i va confiar la regència a Bertran de Saissac, la seva mà dreta i un càtar reconegut. Aquest va mantenir al jove vescomte lluny de la seva mare, massa catòlica, i va educar al nen en la fe dels Bons Homes. Ramon Roger va romandre al castell de Saissac fins als 14 anys. Per la seva banda, Adelaida va tornar a Carcassona per a participar en el seu govern fins a la seva mort el 1200.